# Long đao
Long Đao là một loại trường đao, ít khi là đoản đao, có chạm trổ hình đầu rồng tại lưỡi đao và thân rồng nơi cán đao (tham khảo thêm ở bài viết về nhai xải/nhai xế). Những thanh trường đao này thường chạm hình đầu rồng khè ra lưỡi đao, chúng thường nặng hơn nhiều loại vũ khí khác thuộc loại vũ khí chém và chỉ được sử dụng bởi các mãnh tướng.
Hình ảnh Long Đao được thấy nhiều là trong phim ảnh và truyện tranh Trung Quốc, Nhật Bản, nhất là viết về thời Tam Quốc. Trong thời Tam Quốc thì nhiều vị tướng sử dụng loại đao này, đặc biệt phải kể đến là Quan Công với Thanh Long Uyển Nguyệt Đao (青龍藏月刀) - một thanh đao có con rồng màu xanh trên lưỡi đao).
Trong Bộ truyện tranh Dấu Ấn Rồng Thiêng có nhân vật Kỵ sĩ rồng Baran sử dụng một cây Long Đao nhưng lại là đoản đao, có hình rồng ở chuôi đao.